# Leitrim, Down

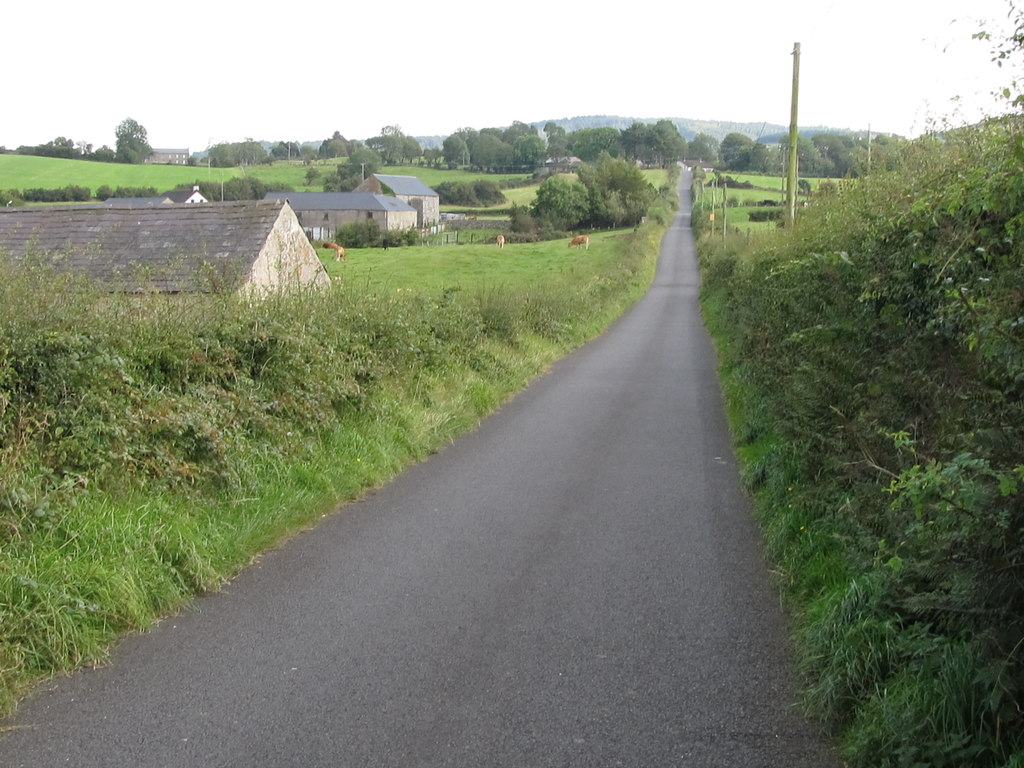
Gårdar längs McCartans Road i Leitrim.

Leitrim (iriska: Liatroim) är en liten by i grevskapet Down, Nordirland nära Castlewellan. År 2001 hade Leitrim totalt 60 invånare. Leitrim ligger inom distriktet Armagh City, Banbridge and Craigavon.